# Dariusz Wieliński
Dariusz Jan Wieliński (ur. 25 października 1964 w Środzie Wielkopolskiej) – polski biolog i antropolog, doktor habilitowany nauk o kulturze fizycznej, profesor uczelni w Akademii Wychowania Fizycznego im. Eugeniusza Piaseckiego w Poznaniu i jej rektor w kadencjach 2016–2020 i 2020–2024.

## Życiorys
W 1988 ukończył studia z zakresu biologii ogólnej ze specjalnością z antropologii na Uniwersytecie im. Adama Mickiewicza w Poznaniu. Doktoryzował się w 1993 na Akademii Wychowania Fizycznego im. Eugeniusza Piaseckiego w Poznaniu na podstawie rozprawy pt. Przejawy dymorfizmu płciowego w budowie ciała i jego uwarunkowania u kandydatów na studia wychowania fizycznego w świetle badań wieloletnich, której promotorem był prof. Zbigniew Drozdowski. Stopień doktora habilitowanego uzyskał w 2002 na AWF Poznań, przedstawiając pracę Komponenty ciała człowieka w aspekcie tradycyjnych i najnowszych metod badawczych.
W 1988 podjął pracę w Katedrze Antropologii i Biometrii AWF Poznań. Zajmował kolejno stanowiska asystenta, adiunkta (1993), profesora nadzwyczajnego (2005) i profesora uczelni. W latach 2005–2008 był prodziekanem Wydziału Wychowania Fizycznego, zaś w latach 2008–2012 pełnił funkcję prorektora poznańskiej uczelni. W marcu 2016 został wybrany na rektora AWF Poznań w kadencji 2016–2020. W marcu 2020 uzyskał reelekcję na kadencję 2020–2024.
Specjalizuje się w antropologii sportu i biometrii, podjął badania nad znaczeniem czynnika morfologicznego w sporcie i wychowaniu fizycznym. Wypromował ośmiu doktorów. Został członkiem Polskiego Towarzystwa Antropologicznego.
W 2002 został odznaczony Srebrnym Krzyżem Zasługi.